# STS-62-B
STS-62-B seria uma missão da NASA realizada pelo ônibus espacial Discovery. O lançamento estava previsto para setembro de 1986  sendo a segunda decolagem programada de um vaivém espacial a partir da Base da Força Aérea de Vandenberg na California, contudo, foi cancelada após o desastre do Challenger, em 28 de janeiro de 1986, na missão STS-51-L.

## Tripulação
| Comandante                    | Não Anunciado                                         | Não Anunciado                                         | Não Anunciado                                         |
| Piloto                        | Não Anunciado                                         | Não Anunciado                                         | Não Anunciado                                         |
| Especialista de missão 1      | Não Anunciado                                         | Não Anunciado                                         | Não Anunciado                                         |
| Especialista de missão 2      | Não Anunciado                                         | Não Anunciado                                         | Não Anunciado                                         |
| Especialista de missão 3      | Não Anunciado                                         | Não Anunciado                                         | Não Anunciado                                         |
| Especialista de missão 4      | Não Anunciado                                         | Não Anunciado                                         | Não Anunciado                                         |
| Engenheiro militar espacial 1 | Katherine Eileen Sparks Roberts, USAF 1º voo espacial | Katherine Eileen Sparks Roberts, USAF 1º voo espacial | Katherine Eileen Sparks Roberts, USAF 1º voo espacial |

## Objetivos
Missão planejada para o Departamento de Defesa dos Estados Unidos (DoD). Seria o segundo lançamento a partir da Base da Força Aérea em Vandenberg, localizada na Costa Oeste dos Estados Unidos da América. Após a tragédia do Challenger as missões a partir da Califórnia foram canceladas e a base nunca foi utilizada para um lançamento do ônibus espacial.

## Referência
1. ↑  «Space Shuttle Shedule 1986» (PDF). Flight International. Consultado em 28 de fevereiro de 2008